# 37 : L'Ombre et la Proie
37 : L'Ombre et la Proie est un film français réalisé par Arthur Môlard et sorti en 2024. Il s'agit de son premier long métrage.

## Fiche technique
- Titre original : 37 : l'ombre et la Proie
- Réalisation : Arthur Môlard
- Scénario : Arthur Môlard et Claire Patronik
- Musique : Andrea Boccadoro
- Genre : thriller
- Durée : 93 minutes
- Date de sortie :
  - France: 20 novembre 2024

## Distribution
- Guillaume Pottier	: Vincent
- Melodie Simina : Trente-sept
- Agnès Sourdillon : Patti
- Arnaud Churin : Fredo
- Ary Gabison : Pepito
- Christophe Vandevelde : Carlos
- Sandra Macedo : Flo
- Lisa Perrio : Mélanie

## Accueil
Pour Libération « Après une première moitié suffocante et efficace, le thriller, où un camionneur paumé se trouve coincé avec une passagère, perd le rythme. ».
Néanmoins, 37 : L'Ombre et la Proie reçoit un accueil plutôt positif, le site Allociné lui donne une moyenne de 3,2/5 pour 19 titres de presse.

## Distinctions
Guillaume Pottier est nommé pour le César de la meilleure révélation masculine 2025 et Melodie Simina est nommée pour le César de la meilleure révélation féminine 2025.